# Русенгорд (женский футбольный клуб)
ФК Русенгорд (швед. FC Rosengård) — женский профессиональный футбольный клуб из города Мальмё (Сконе), Швеция. Выступает в высшем дивизионе страны — Дамаллсвенскане, домашние матчи проводит на стадионе «Мальмё Идроттсплатс». Команда была основана 7 сентября 1970 года, затем неоднократно меняла название. За свою историю клуб завоевал 8 титулов чемпиона страны. С 2010 года «Мальмё» занимает первое место в таблице результатов Дамаллсвенскан за все время существования. С 2014 года команда сменит название на «ФК Русенгорд», так как «Мальмё» войдёт в состав футбольной команды «Русенгорд», имеющую в своём составе мужские и женские клубы.

## Достижения
- Чемпион Швеции (14): 1986, 1990, 1991, 1993, 1994, 2010, 2011, 2013, 2014, 2015, 2019, 2021, 2022, 2024
- Обладатель Кубка Швеции (2): 1990, 1997
- Обладатель Суперкубка Швеции (2): 2011, 2012